# Kvällning
Kvällning (nynorska: Kveldsvævd) är en kortroman från 2014 av den norske författaren Jon Fosse. Den handlar om Ales, en åldrad kvinna som tänker tillbaka på sin mor Alida och hennes liv efter att hennes man Asle blivit hängd i Bjørgvin.
Romanen är den sista delen i en trilogi och föregicks av Sömnlösa från 2007 och Olavs drömmar från 2012. Trilogin tilldelades Nordiska rådets litteraturpris 2015.

## Mottagande
Andreas Wiese skrev i Dagbladet: "Fosses språk fångar en sensuell verklighet. Den ger berättelsen en rikhet som både är tung och lätt, fysiskt nära och mytiskt öppen." Wiese beskrev den värld som skildras i Kvällning som mindre oroväckande än i de föregående böckerna: "Det är som om världen blivit varmare. Med Fosses stämma görs den krävande berättarformen tillgänglig. Upprepningarna och de rytmiska, men mjuka meningarna ger berättelsen en sångaktig kvalitet."